# Tōru Ōsawa
Tōru Ōsawa (jap. 大澤 徹, Ōsawa Tōru; * 27. Dezember 1962 in der Präfektur Kyōto) ist ein japanischer Spieleentwickler. Seit 1985 arbeitet er bei Nintendo und war zunächst bei Nintendo Research & Development 1 für Grafikdesign und Handlung verantwortlich. Er war Script Director des 1998 erschienenen The Legend of Zelda: Ocarina of Time. 2004 wurde er Produzent bei Nintendo Software Planning & Development.

## Wirken
Tōru Ōsawa wurde am 27. Dezember 1962 in der Präfektur Kyoto geboren und studierte Kunst und Animation an der Seika-Universität Kyōto. 1985 wurde er bei Nintendo angestellt und Gunpei Yokois Entwicklungsabteilung Research & Development 1 (R&D1) als Spieldesigner, Grafiker und Skriptautor zugeordnet.
Nachdem Ōsawa in der ersten Zeit seiner Nintendo-Karriere Grafiken für Spiele wie Metroid gestaltet hatte, bat er 1986 darum, ein eigenes Spiel entwickeln zu dürfen. Da er nach eigenen Worten „vernachlässigt“ wurde, entwickelte er das Spiel anfangs komplett alleine. Im August 1986 stießen einige Metroid-Mitwirkende zum Projekt bei, da dieses bis zum Dezember vervollständigt sein musste. Während dieser für Osawa sehr stressigen Zeit heiratete er. Ende 1986 erschien Osawas Spiel als Kid Icarus für das Nintendo Entertainment System (NES).
Zusammen mit den R&D1-Angestellten Yoshio Sakamoto und Makoto Kano bildete Ōsawa eine als Team Shikamaru bekannte Gruppe, die Handlung und Szenarien einiger R&D1-Spiele erdachte. Damals war Ōsawa Assistant Manager der Abteilung. Er arbeitete an zahlreichen Spielen mit, wovon einige nie außerhalb Japans erschienen.
1995 ernannte Takao Shimizu von der Nintendo Entertainment Analysis & Development Ōsawa zum Verantwortlichen für einen neuen Teil der Reihe The Legend of Zelda für das N64. Das Spiel beanspruchte insgesamt eine Entwicklungsdauer von zweieinhalb Jahren und ungefähr 50 Mitarbeiter. Osawa war als Script Director für Handlung, Skript und Szenario zuständig. Das Projekt erschien 1998 als The Legend of Zelda: Ocarina of Time, das noch heute als bisher bestes Videospiel gilt.
2000 verließen mehrere R&D1-Mitarbeiter die Abteilung, darunter auch Ōsawa, der fortan in der Abteilung Nintendo Network Service & Development arbeitete. Hier war Ōsawa in leitender Position an mehreren weniger bekannten Spielen beteiligt. 2004 wechselte er in die für die Kooperation mit externen Studios verantwortliche Abteilung Nintendo Software Planning & Development (SPD). Als Manager und Produzent überwachte er die Entwicklung mehrerer extern entwickelter Spiele.

## Ludografie
- R.O.B (1985) – Designer
- Gyromite (NES 1985) – Designer
- Stack-Up (NES 1985) – Designer
- Metroid (NES 1986) – Designer
- Kid Icarus (NES 1986) – Director, Designer (nicht im Abspann erwähnt)
- Nakayama no Miho Tokimeki High School (Famicom 1987) – Designer
- Famicom Detective Club (Famicom 1988) – Designer
- Famicom Detective Club 2 (Famicom 1989) – Director
- Balloon Kid (Game Boy 1990) – Designer
- Fire Emblem: Shadow Dragon and the Blade of Light (Famicom 1990) – Designer
- Bell Tolls For the Frog (Game Boy 1992) – Director
- X (Game Boy 1992) – Support
- Fire Emblem: Mystery of the Emblem (Super Nintendo Entertainment System 1993) – Special Thanks
- Super Metroid (SNES 1994) – Designer
- Mario Clash (Virtual Boy 1995) – Director
- Mario's Tennis (Virtual Boy 1995) – Special Thanks
- Teleroboxer (Virtual Boy 1995) – Thanks
- The Legend of Zelda: Ocarina of Time (N64 1998) – Script Director
- Sakura Momoko No Ukiuki Carnival (Game Boy Advance 2002) – Director
- Super Smash Bros. Melee (GameCube 2002) – Original Game Staff
- Mario Party (GBA 2003) – Director
- The Tower Sp (GBA 2005) – Project Manager
- Electroplankton (Nintendo DS 2005) – Produzent
- Mario Slam Basketball (DS 2006) – Co-Produzent
- Odama (GameCube 2006) – Project Manager
- Fatal Frame IV (Wii 2008) – Produzent
- Super Smash Bros. Brawl (Wii 2008) – Supervisor
- Takt of Magic (Wii 2009) – Supervisor
- Make and Sing: Monkey Band (Nintendo DSi 2010) – Produzent
- Kid Icarus: Uprising (3DS 2012) – Very Special Thanks
- Project Zero 2: Wii Edition (Wii 2012) – Produzent